# Timo Horn
Pour les articles homonymes, voir Horn.
Timo Horn, né le 12 mai 1993 à Cologne, est un footballeur allemand. Il évolue au poste de gardien de but au VfL Bochum.

## Biographie

### Jeunesse et formation
Timo Horn commence le football au SC Rondorf, un petit club amateur de Cologne, issu du quartier du même nom au sud de la ville. En 2002, à l'âge de 9 ans, il rejoint les équipes juniors du FC caca. Il y gravit tous les échelons juniors et se voit offrir, dès 2009, la possibilité de s'entraîner avec les professionnels, à l'occasion du stage d'été de préparation de la saison 2009-2010. Lors de cette saison 2009-2010, il fait partie de l'équipe des moins de 19 ans du FC Cologne qui décroche la deuxième place de la Bundesliga West des A-Junioren, le groupe ouest de la première division allemande des moins de 19 ans. Il est d'ailleurs distingué par la DFB, qui lui remet la médaille d'or Fritz Walter dans la catégorie « Masculin (-17 ans) », récompensant les meilleurs espoirs allemands du football.

### FC Cologne (2010-2023)
À partir de la saison 2010-2011, il rejoint définitivement l'effectif professionnel du FC Cologne et joue les rôles de quatrième gardien de l'équipe première, derrière Michael Rensing, Faryd Mondragón et Miro Varvodić, et de numéro un de l'équipe réserve. Néanmoins, il ne fait aucune apparition officielle en professionnel au cours de cette saison.
Au début de la saison 2012-2013, à la suite de la relégation du FC Cologne en 2. Bundesliga, la direction sportive du club décide de donner une nouvelle impulsion au club qui fait l'ascenseur depuis le début des années 2000 entre les deux premières divisions allemandes. Le gardien numéro 1 jusque-là, Michael Rensing, est écarté et prié de se trouver un nouveau club, afin de laisser la place au jeune Timo Horn, alors âgé de 19 ans. Il fait ainsi ses débuts professionnels dès la première journée de la saison 2012-2013 de 2. Bundesliga, la deuxième division allemande de football, face à l'Eintracht Brunswick (0-1).
Le 21 avril 2014, grâce à une victoire à domicile face au VfL Bochum (3-1), lors de laquelle Timo Horn est titulaire, comme lors de 32 des 34 matchs de la saison 2013-2014, le FC Cologne est officiellement assuré de monter en Bundesliga et de remporter le titre de champion de 2. Bundesliga. Timo Horn remporte ainsi son premier titre en professionnel.

## Statistiques
| Saison                | Club                  | Championnat           | Championnat | Championnat | Coupe(s) nationale(s) | Coupe(s) nationale(s) | Compétition(s) continentale(s) | Compétition(s) continentale(s) | Compétition(s) continentale(s) | Total | Total |
| Saison                | Club                  | Division              | M.          | B.          | M.                    | B.                    | Comp.                          | M.                             | B.                             | M.    | B.    |
| 2012-2013             | FC Cologne            | 2. Bundesliga         | 33          | 0           | 2                     | 0                     | -                              | -                              | -                              | 35    | 0     |
| 2013-2014             | FC Cologne            | 2. Bundesliga         | 32          | 0           | 3                     | 0                     | -                              | -                              | -                              | 35    | 0     |
| 2014-2015             | FC Cologne            | Bundesliga            | 33          | 0           | 3                     | 0                     | -                              | -                              | -                              | 36    | 0     |
| 2015-2016             | FC Cologne            | Bundesliga            | 33          | 0           | 2                     | 0                     | -                              | -                              | -                              | 35    | 0     |
| 2016-2017             | FC Cologne            | Bundesliga            | 20          | 0           | 2                     | 0                     | -                              | -                              | -                              | 22    | 0     |
| 2017-2018             | FC Cologne            | Bundesliga            | 34          | 0           | 3                     | 0                     | C3                             | 6                              | 0                              | 43    | 0     |
| 2018-2019             | FC Cologne            | 2. Bundesliga         | 33          | 0           | 2                     | 0                     | -                              | -                              | -                              | 35    | 0     |
| 2019-2020             | FC Cologne            | Bundesliga            | 34          | 0           | 2                     | 0                     | -                              | -                              | -                              | 36    | 0     |
| 2020-2021             | FC Cologne            | Bundesliga            | 34+2        | 0+0         | 3                     | 0                     | -                              | -                              | -                              | 39    | 0     |
| 2021-2022             | FC Cologne            | Bundesliga            | 13          | 0           | -                     | -                     | -                              | -                              | -                              | 13    | 0     |
| 2022-2023             | FC Cologne            | Bundesliga            | -           | -           | 1                     | 0                     | C4                             | -                              | -                              | 1     | 0     |
| Total sur la carrière | Total sur la carrière | Total sur la carrière | 301         | 0           | 24                    | 0                     | -                              | 6                              | 0                              | 331   | 0     |

## Palmarès

### En club
FC Cologne
- Champion de 2. Bundesliga en 2014 et 2019.

### En sélection
Allemagne olympique
- Médaille d'argent aux Jeux olympiques en 2016

### Distinction personnelle
- Médaille d'Or Fritz Walter dans la catégorie « Masculin (-17 ans) » en 2010